# Bitka spolov
Bitka spolov je ime za tri odmevne teniške dvoboje med tenisači in tenisačicami. V prvem sta se pomerila Bobby Riggs in Margaret Court leta 1973 na dva dobljena niza, v drugem Riggs in Billie Jean King istega leta na tri dobljene nize, v zadnjem dvoboju pa sta se leta 1993 pomerila Jimmy Connors in Martina Navratilova na dva dobljena niza s prikrojenimi pravili v korist Navratilove.

## Riggs − Court
Riggs je kot spreten promotor sebe in tenisa leta 1973 zaslutil priložnost za zaslužek in dvig popularnosti športa. Kljub starosti petinpetdeset let se je vrnil iz teniškega pokoja in izzval eno od najboljših tenisačic na dvoboj. Trdil je, da je ženski tenis šibkejši in da ga najboljša tenisačica ne bi mogla premagati kljub njegovi starosti. Prvotno je izzval Billie Jean King, toda ko ga je ta zavrnila, jo je nadomestila Court. V času dvoboja je bila stara trideset let in je veljala za najboljšo tenisačico na svetu. V dvoboju, ki je potekal na materinski dan 13. maja 1973, je Riggs s skrajšanimi žogami in lobi spravljal nasprotnico v težave. Gladka zmaga s 6–2, 6–1 je Riggsa postavila na naslovnico revij Sports Illustrated in Time.

## Riggs − King
Po zmagi se je Riggs v središču zanimanja medijev in javnosti. Javno je zasmehoval vse tenisačice, da bi Kingova sprejela donosno finančno ponudbo za igranje proti Riggsu v dvoboju, ki ga bi prenašal državna televizija, promotorji so dvoboj poimenovali Bitka spolov. Dvoboj je potekal v Houstonu 20. septembra 1973. Riggs je pred dvobojem dal intervju v znanem dnevniku 60 Minutes.
Tik pred dvobojem je Kingova prišla v Astrodome v slogu Kleopatre, na nosilih so jo prinesli štirje moški, oblečeni kot sužnji. Riggs ji je sledil v rikši, ki so jo vlekle pomanjkljivo oblečene ženske. Pred dvobojem je nasprotnici simbolično podaril ogromno liziko, ona pa njemu pujsa z imenom Larimore Hustle. Kingova se je po ponižanju Courtove pripravila na Riggsovo igro. Namesto svoje običajne napadalne igre, je ostajala na osnovni črti, kjer ni imela težav z Riggsovimi lobi in šibkimi udarci. Pošiljala ga je levo in desno po osnovni črti in ga premagala v njegovi obrambni igri. Riggs je bil kmalu prisiljen spremeniti svoj načrt in je začel igrati servis-volej. Tudi igra na mreži mu ni prinesla preobrata in je izgubil gladko s 6–4, 6–3, 6–3.
Nekaj kritikov ni delilo navdušenja nad njeno zmago. Kingova je bila šestindvajset let mlajša in nekateri poznavalci so dvoboj označili bolj za dvoboj starosti proti mladosti. Jack Kramer je komentiral: »Mislim, da Billie Jean ni igrala posebej dobro. Udarila je veliko kratkih žog, ki bi jih Bobby lahko izkoristil, če bi bil v boljši formi. Ne želim ničesar odvzeti Billie Jean - ker je bila dovolj pametna, da se je pripravila na dvoboj - toda morda bi bilo drugače, če Riggs ne bi le tekel naokrog po igrišču. Za Bobbyja Riggsa je v Houstonu poskrbela več kot le ena ženska«. Pred dvobojem je Kingova prisilila ameriško televizijo ABC, da je umaknila Kramerja kot komentatorja dvoboja. Dejala je: »Ne verjame v ženski tenis. Zakaj bi torej bil del tega dvoboja? Ne verjame v pol tega dvoboja. Ne bom igrala. Ali gre on - ali pa jaz«. Po dvoboju je Pancho Segura označil Riggsa kot le tretjega najboljšega veteranskega tenisača, za njim in Gardnarjem Mulloyjem, ter Kingovo izzval na nov dvoboj, ki pa ga je zavrnila. Kljub komentarjem, ki so zmanjševali pomen Riggsovega poraza, je bil ta po dvoboju poklapan in je štiri ure sam sedel v svoji hotelski sobi. Zaradi tekmovalnosti ga je poraz proti tenisačici pred 90 milijoni gledalcev po vsem svetu potrl. Dvoboj v Houstonu si je ogledalo 30.472 gledalcev, kar je največ na teniškem dvoboju v ZDA.

## Navratilova − Connors
Tretji dvoboj sta septembra 1992 v Caesars Palaceu v Paradiseju odigrala Jimmy Connors in Martina Navratilova. Navratilova je pred tem zavrnila dvoboj z Johnom McEnroem in Iliem Năstasejem, ker ju je označila za neuglajena. Connors je pred dvobojem dejal, da je to vojna, Navratilova pa, da gre za dvoboj egov. Za dvoboj so bila pravila prikrojena v korist Navratilovi, Connors je imel le en servis, Navratilova pa je lahko žogo poslala do polovice med običajnim igriščem in igriščem za dvojice. Connors je zmagal s 7–5, 6–2. Dvoboj je bil predvajan kot video na zahtevo, promotorji pa so si želeli dvoboja med vodilnima na lestvicah, Connorsom in Moniko Seleš. Slednja je bila tedaj stara devetnajst let, med tem ko je imel Connors štirideset in Navratilova pa je bila stara petintrideset let. Navratilova je naredila osem dvojnih napak in 36 neizsiljenih napak, tudi Connors je bil živčen, ker naj bi stavil večjo vsoto denarja na svojo zmago s kvoto 4:1.